# Пхалан
Пхалан (Фалам) (бірм. ဖလမ်းမြို့) — місто на північному заході М'янми, недалеко від кордону з індійським штатом Мізорам. Місто було засноване британцями в 1892 році як найбільший населений пункт в Чинських горах, стало адміністративним центром з управління ними. Після здобуття незалежності Бірмою ще залишалося столицею округу (а потім штату) Чин, поки столиця не була перенесена до Хакхи.
У Фаламі знаходяться центри бірманських баптистських організацій.

## Клімат
Місто знаходиться у зоні, котра характеризується океанічним кліматом субтропічних нагір'їв. Найтепліший місяць — травень із середньою температурою 24.4 °C (75.9 °F). Найхолодніший місяць — січень, із середньою температурою 15.3 °С (59.5 °F).
| Клімат Фалама           | Клімат Фалама | Клімат Фалама | Клімат Фалама | Клімат Фалама | Клімат Фалама | Клімат Фалама | Клімат Фалама | Клімат Фалама | Клімат Фалама | Клімат Фалама | Клімат Фалама | Клімат Фалама | Клімат Фалама |
| Показник                | Січ.          | Лют.          | Бер.          | Квіт.         | Трав.         | Черв.         | Лип.          | Серп.         | Вер.          | Жовт.         | Лист.         | Груд.         | Рік           |
| Середня температура, °C | 15,3          | 16,7          | 20,5          | 23,4          | 24,4          | 23,3          | 23,5          | 23            | 23,2          | 22,1          | 19,1          | 16,4          | 20,9          |
| Норма опадів, мм        | 6.2           | 15.3          | 43.6          | 105.5         | 225.4         | 466.1         | 432.2         | 407.7         | 291.1         | 185.4         | 57.4          | 13.9          | 2249.8        |
| Днів з опадами          | 0,7           | 1,6           | 3,1           | 6,8           | 11,8          | 16,6          | 18,1          | 17,9          | 14            | 8,6           | 3,1           | 0,7           | 103           |
| Вологість повітря, %    | 65.7          | 60.7          | 60.7          | 66.1          | 73.8          | 82.2          | 83.8          | 84.7          | 82.6          | 79            | 74.2          | 71.6          | 73.8          |
| ----------------------- | ------------- | ------------- | ------------- | ------------- | ------------- | ------------- | ------------- | ------------- | ------------- | ------------- | ------------- | ------------- | ------------- |
| Джерело: Weatherbase    |               |               |               |               |               |               |               |               |               |               |               |               |               |